# Варданян, Парг
Паргев Варданян (арм. Պարգեւ Վարդանյան, род. 7 июня 1996, Айраванк, Гегаркуникская область также известный как Парг, арм. Պարգ);  — армянский певец и автор песен из Еревана. Парг выпустил свой дебютный сингл «Ginin u grely» в 2021 году. Представитель Армении на конкурсе песни «Евровидение-2025» с песней «SURVIVOR» в финале занял 20 место.

## Ранняя жизнь и карьера
Парг родился в армянской семье в Айраванк, Гегаргуник, Армения. Вместе с семьёй он переехал в Волгоград, Россия, когда был ещё молодым.  
Поступил в Волгоградский государственный институт искусств и культуры, окончив его по специальности «Театральное искусство и актерское мастерство». Там он также стал одним из основателей группы под названием The Edge Chronicles. В период с 2017 по 2019 год группа гастролировала по местным площадкам в Армении, России, Грузии и Украине. 
Парг вернулся в Армению в 2022 году. В июне того же года он выступал на разогреве у Zaz на фестивале HAYA в Ереване. С тех пор он исполняет каверы на песни таких артистов, как Роза Линн, и сотрудничает с Brunette. 
Номинирован на премию Armenian Music Video Award 2024 за свою песню «Araj». Его последний сингл «Kanchum em» получил признание критиков. 
Парг соревновался на армянском отборе Depi Evratesil 2025 с песней «SURVIVOR». Получив второе место по количеству баллов от национального и международного жюри и первое место в телеголосовании, он в конечном итоге выиграл конкурс и получил право представлять Армению на конкурсе песни «Евровидение-2025» в Базеле, Швейцария.

## Дискография

### Пьесы
| Заголовок                      | Подробности                                                                                  |
| ------------------------------ | -------------------------------------------------------------------------------------------- |
| Theatre Session (Live Edition) | - Выпущено: 18 марта 2023 г. - Метка: Самостоятельно выпущенный - Форматы: Цифровая загрузка |

### Синглы
| Название               | Год  | Альбом               |
| ---------------------- | ---- | -------------------- |
| «Tell Me»              | 2020 | Нет сольного альбома |
| «Sareri hovin mernem»  | 2020 | Нет сольного альбома |
| «Kuzes»                | 2021 | Нет сольного альбома |
| «Ginin u grely»        | 2021 | Нет сольного альбома |
| «Snap»                 | 2022 | Нет сольного альбома |
| «Snap» (with J-Marin)  | 2022 | Нет сольного альбома |
| «Araj»                 | 2023 | Нет сольного альбома |
| «Arev es» (с Brunette) | 2024 | Нет сольного альбома |
| «Qo mot»               | 2024 | Нет сольного альбома |
| «Kanchum em»           | 2024 | Нет сольного альбома |
| «Es nor tarin»         | 2024 | Нет сольного альбома |
| «SURVIVOR»             | 2025 | Нет сольного альбома |